# 마이크로 로메로
마이크로 에우세비오 로메로 에스키롤(스페인어: Maikro Eusebio Romero Esquirol, 1972년 12월 9일~)은 쿠바의 권투 선수이다. 1996년 하계 올림픽 플라이급에서 금메달을 획득했으며, 2000년 하계 올림픽에서 라이트플라이급 동메달을 획득했다.